# Tachytrechus simplex
Tachytrechus simplex är en tvåvingeart som beskrevs av Octave Parent 1926. Tachytrechus simplex ingår i släktet Tachytrechus och familjen styltflugor. Inga underarter finns listade i Catalogue of Life.